# Монтазери, Хосейн-Али
Великий аятолла Хосейн-Али Монтазери (1922 — 19 декабря 2009) — один из наиболее влиятельных политиков Ирана в период правления аятоллы Хомейни.

## Биография
Родился в крестьянской семье. Профессор исламской философии. Высоко оценивая произведения Али Шариати, связывал ислам с социальной справедливостью. В общей сложности провёл около 16 лет в шахских тюрьмах.
Был одним из лидеров Исламской революции 1979, после которой был назначен на почётную должность имама пятничной молитвы в Куме (в январе 1980 года его сменил Али Хаменеи). С августа по ноябрь 1979 года возглавлял Ассамблею экспертов по разработке конституции.
В 1984 году получил титул Великого аятоллы, с 1985 года считался официальным преемником Хомейни. Вместе с тем, он выступал за примирительный курс — в частности, за легализацию политических партий, постепенный отход духовенства от власти и её передачу гражданским политикам и более открытую политику по отношению к Западу.
Критика Хомейни, прозвучавшая из его уст, была слишком откровенной, чтобы её можно было проигнорировать — вплоть до того, что Монтазери открыто осудил массовую казнь иранских политзаключённых в 1988 году, а также фетву об уничтожении Салмана Рушди. В феврале 1989 года на митинге в Куме заявил, что в результате многочисленных ошибок «мы оказались в изоляции в мире, а люди по отношению к нам стали проявлять пессимизм». Тогда же в интервью газете «Абрар» он признал, что «цели революции не были достигнуты» из-за «некомпетентности, несправедливости и фракционной борьбы», из-за чего впал в немилость у Хомейни. В результате 26 марта 1989 года ушёл в отставку со всех постов, был лишён титула Великого аятоллы и поселился в родном городе Кум под надзором Стражей исламской революции.
С 1997 по 2003 годы находился под домашним арестом. Он продолжал выступать в поддержку гражданских прав, включая права женщин и бахаи.

## Произведения
1. Нахайат аль-Усуль (объяснение усуля, согласно школе Великого Аятоллы Буруджерди)
2. аль-Бадр аль-Захир фи Салат аль-Джума ва аль-Мусафир (объяснение фикха, согласно школе Великого Аятоллы Буруджерди)
3. Дирасат фи Вилайат аль-Факих ва Фикх аль-Довлат аль-Исламийа (в четырёх томах; это произведение переведено на фарси некоторыми его учениками, как «Правовые принципы исламского правления»; два тома также переведены на урду; существует и реферативная версия этого произведения в одном томе, называющаяся «Низам аль-Фикх фи Ислам»)
4. Китаб аль-Закат (в четырёх томах)
5. Китаб аль-Хумс ва аль-Анфал
6. Китаб аль-Худуд
7. Дирасат фи аль-Макасиб аль-Мухаррама (в трех томах)
8. аль-Талика Ала аль-Урват аль-Вуска
9. Дискуссии по аль-салат, аль-гасб, аль-иджара и аль-васийа (согласно школе Великого Аятоллы Буруджерди)
10. Дискуссии истишаб, таадуль и тараджи (согласно школе Великого Аятоллы Хомейни)
11. Уроки из «Нахдж-уль-Балага» (в десяти домах, три из которых опубликованы)
12. Уроки из «Усуль-Кафи»
13. Спор между мусульманином и бехаитом
14. Разъяснение проповеди Фатимы Захры (на фарси и урду)
15. С начала до конца, через разговор двух студентов (на фарси и арабском)
16. Рисала Тузи аль-Масаил (на фарси, арабском и урду)
17. Рисала Истифтаат (в двух томах)
18. Истифтаат по женским вопросам
19. Рисала Хукук (трактат законов)
20. Ахкам пезешки (медицинские нормы)
21. Учение и правила для молодежи
22. Учение и правила для женщин
23. Правила хаджа
24. Ислам, естественная религия
25. Мемуары (в двух томах)
26. Точка зрения (в двух томах)
27. Коллекция выступлений, посланий, интервью, пятничных проповедей в Тегеране и Куме
28. Сборник речей на собраниях с людьми в различных ситуациях